# Laslău Mare
Laslău Mare – wieś w Rumunii, w okręgu Marusza, w gminie Suplac. W 2011 roku liczyła 406 mieszkańców.